# Ampelisca pacifica
Ampelisca pacifica är en kräftdjursart som beskrevs av Edward Morell Holmes 1908. Ampelisca pacifica ingår i släktet Ampelisca och familjen Ampeliscidae. Inga underarter finns listade i Catalogue of Life.